# Kanton Northeim
Der Kanton Northeim bestand von 1807 bis 1813 im Distrikt Göttingen (Departement der Leine, Königreich Westphalen) und wurde durch das Königliche Decret vom 24. Dezember 1807 gebildet. Der Kanton war von den Umstruktierungen des Distrikts zur endgültigen Festsetzung des Zustands der Gemeinden im Departement der Leine vom 16. Juni 1809 betroffen. Der Kanton wurde um die Gemeinden Gillersheim, Duhm, Katlenburg, Suterode und Wachenhausen erweitert und in der unten stehenden Form neu organisiert.

## Gemeinden
- Northeim
- Langenholtensen, Edesheim, Denkershausen, Kloster Wiebrechtshausen mit Meierei Mandelbeck
- Hammenstedt und Vorwerk Guntgenburg
- Vogelbeck und Hohnstedt

ab 1809
- Northeim
- Denkershausen und Wiebrechtshausen mit Mandelbeck
- Langenholtensen mit Domäne Brunstein
- Edesheim mit zwei Schenken
- Hohnstedt
- Vogelbeck
- Hammenstedt mit Guntgenburg
- Gillersheim (neu)
- Duhm, Domäne Katlenburg und Suterode (neu)
- Wachenhausen (neu)